# 紅頰穗肩䲁
紅頰穗肩䲁（學名：Cirripectes matatakaro），又稱紅頰項鬚䲁，為輻鰭魚綱鳚形目䲁科穗肩䲁屬的一種，是一種於2020年發表的繐肩䲁屬魚類，分布於中太平洋馬克薩斯群島、甘比爾群島、皮特凱恩群島、土阿莫土群島、南方群島以及萊恩群島北部海域，深度10至32公尺，本魚體呈長橢圓形且側扁，頭部上部通常為鮮紅橙色，帶有鮮紅色斑點或從吻部向後方延伸的斜線，虹膜外環為鮮橙紅色，背鰭硬棘12枚、背鰭軟條14枚、臀鰭硬棘2枚、臀鰭軟條15枚，體長可達5.8公分，成魚棲息在岩岸淺水區，通常躲在洞穴，一旦遇危險時以倒游方式躲入小洞穴中，僅露出頭部注視敵人，具領域性，幼魚為浮游性，雌魚產附著性卵，雄魚有護卵行為。
本種最早採集地點為吉里巴斯聖誕島海域，種小名來自吉里巴斯語，因其眼睛與臉部橘色條紋而得名。支序分析結果顯示本種與夏威夷原生種范氏穗肩䲁的關係較為接近。

## 特徵

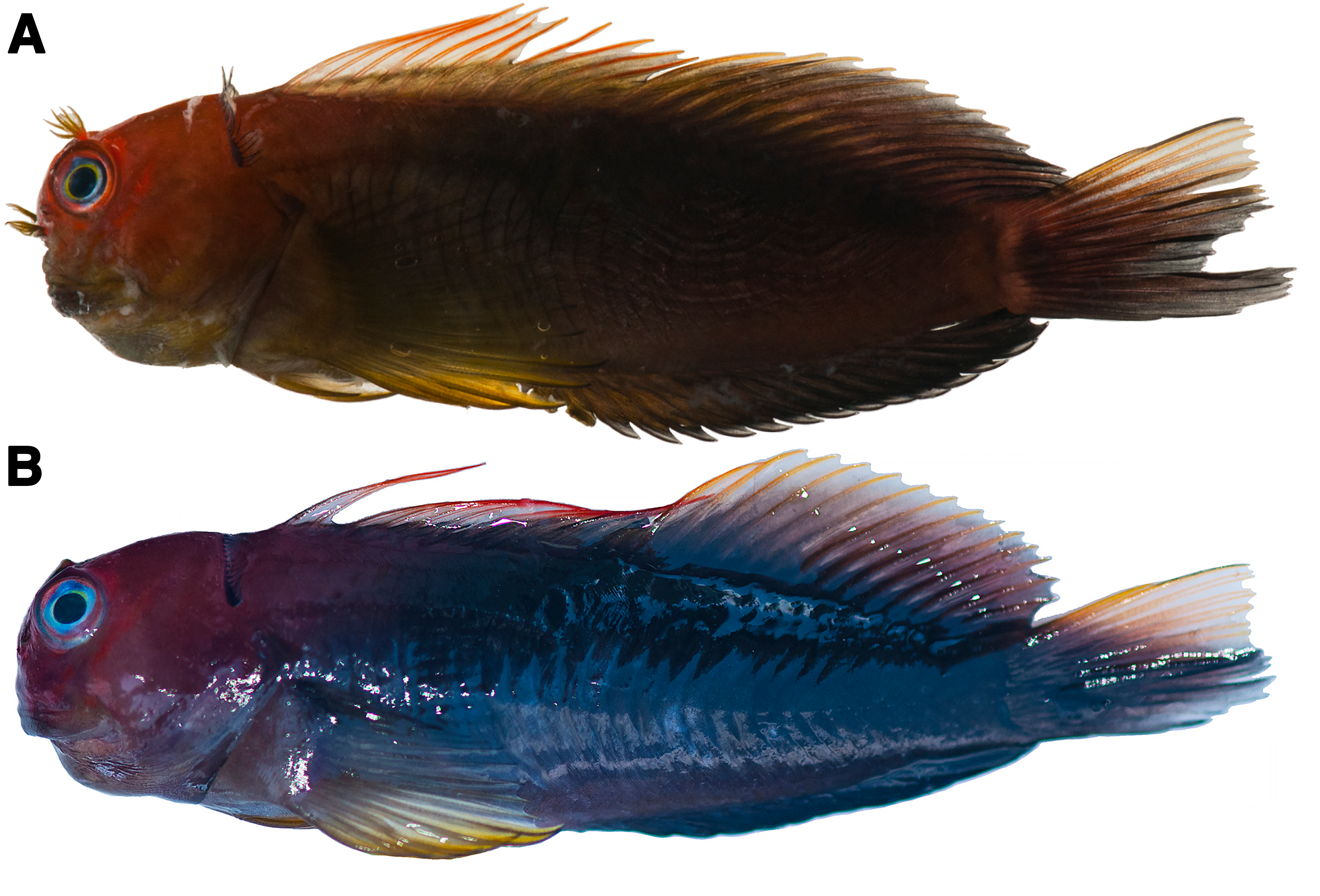
本種的正模標本（上）與一件副模標本（下）

紅頰穗肩䲁的正模標本採集於南方群島的土布艾群島水深約20公尺處，為一體長6公分的雄魚。成魚體色一般為深褐色，但種內變異很大；頭部背側為橘紅色；頭部有向背側、後側延展的數個橘色條紋，眼眶周圍有一圈橘色環紋；鼻部與眼上有橘紅色的皮瓣；頸背上有深紫色至棕色的皮瓣；虹膜為銀色；瞳孔周圍有一黃色環紋；雄魚生殖乳突（genital papilla）上有兩枚分離的絲。
支序分析結果顯示繐肩䲁屬中，本種與夏威夷原生種范氏穗肩䲁的關係較為接近，共組成一演化支，兩者外形相似，可以雄性生殖器形狀（後者生殖乳突上的絲不完全分離）與頸背皮瓣後方感覺孔的結構鑑別。而本種與另一分布廣泛且外形相似的同屬物種繐肩䲁則可以眼眶的橘色環紋（後者為銀灰色）、頸背皮瓣形態與頸背皮瓣後方的感覺孔結構鑑別。

## 詞源
本種因最早採集於吉里巴斯，發表者以吉里巴斯語matatakaro為其種小名，此名由吉里巴斯語的「眼睛」（mata）與「燃燒的炭」（takaro）組成，因其較大的眼睛與頭部紅色條紋而得名。本種的英文俗名Suspiria blenny則是基於其顏色與1977年達利歐·阿基多執導的同名恐怖片《坐立不安》之背景色調相似而取。

## 分布
紅頰穗肩䲁分布於太平洋熱帶地區，在北半球的萊恩群島（吉里巴斯與帕邁拉環礁）和南半球的馬克薩斯群島、土阿莫土群島、皮特肯群島、甘比爾群島與南方群島皆有採集紀錄，另外1964年在強斯頓環礁採集到的幾件繐肩䲁樣本也可能實為本種。因本種和夏威夷范氏穗肩䲁關係接近，其發現支持了後者祖先為自夏威夷南方海域、而非自西太平洋而來的假說。
本種分布水域也有繐肩䲁棲息，但本種在其分布範圍南緣的南方群島與皮特肯群島等處主要分布於水深超過20公尺處，較繐肩䲁棲息的水域（約水深5公尺處）深，萊恩群島的本種樣本則分布在水深約5公尺處。